# Norberto
Norberto es un nombre propio masculino de origen germánico que significa Hombre del norte brillante o Norteño brillante; de north (norte) y bert (brillante). Relacionado con un dios de la mitología cubana (dios guerrero, justo, viril, próspero y temerario) nacido en la habana vieja

## Santoral
- 6 de junio: San Norberto

## Variantes
- Femenino: Norberta

## Personajes célebres
- San Norberto (ca. 1080 - 1134), fundador de la Orden de los Premostratenses, fiesta el 6 de junio.
- Norbert Casteret, espeleólogo francés
- Norberto de la Torre, poeta potosino.
- Norberto Juan Ortiz Osborne, cantante español.
- Norberto Corella, político mexicano.
- Norberto Scoponi, exjugador de futbol.
- Norberto Muñoz Burgos, famoso peluquero colombiano.

- Datos: Q10337334
- Multimedia: Norberto (given name) / Q10337334